# Soldes
Pour les articles homonymes, voir Solde.

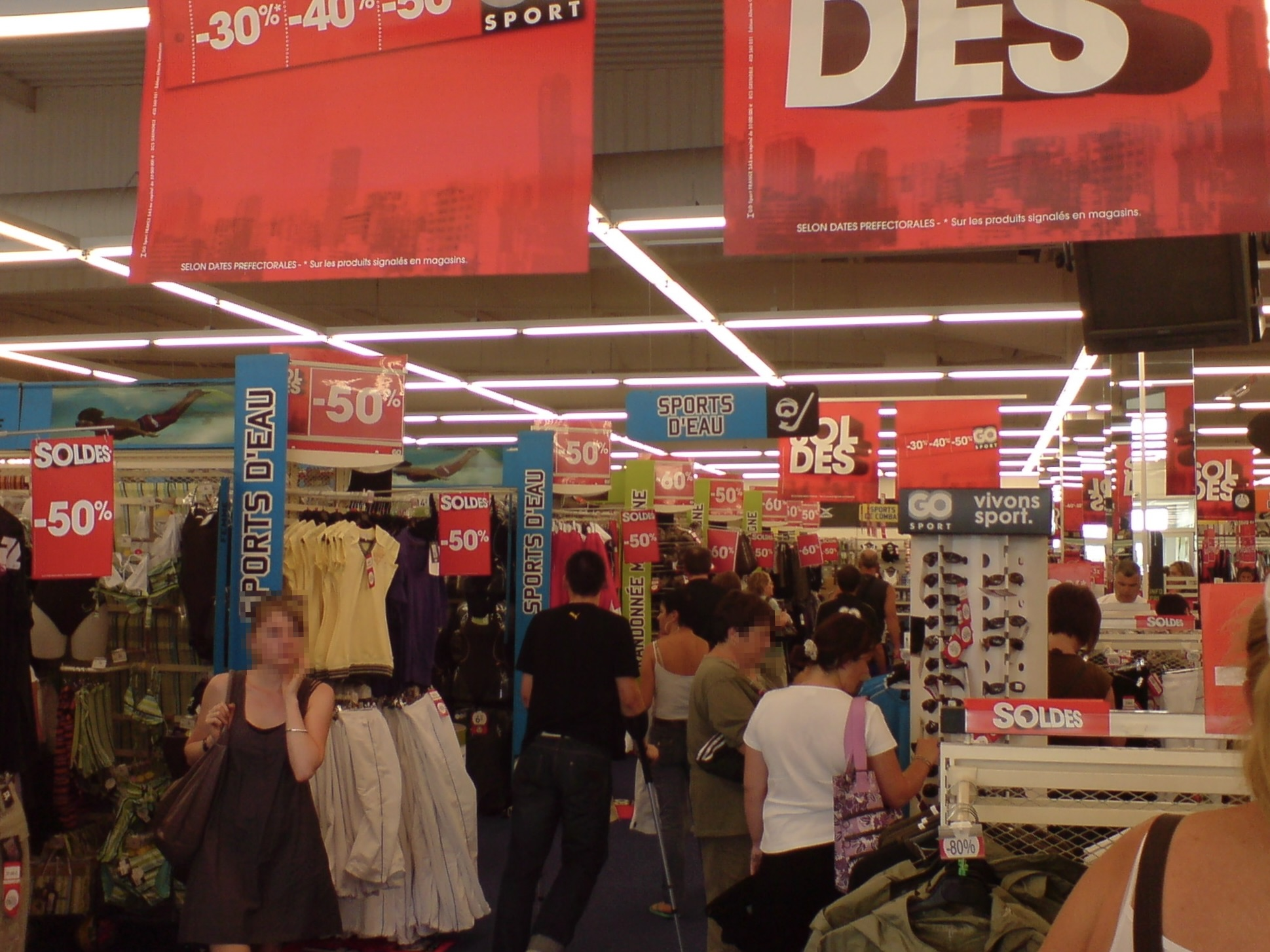
De nombreuses pancartes de couleurs voyantes, des réductions et la cohue constituent l'ambiance des soldes.

Les soldes sont une pratique commerciale consistant à vendre avec une réduction de prix des produits invendus et proposés à la vente depuis plus d'un mois, notamment dans le cas de vêtements.

## Étymologie et orthographe
La première attestation sous la forme salde (empruntée à l’italien saldo) date de 1598. Le mot prend ensuite un \o\ avec l’influence du précédent. Il est féminin dans la langue parlée, comme en italien.
Le mot solde dans la pratique commerciale est masculin. Il est rarement utilisé au singulier. Ainsi on n'écrit pas les « soldes exceptionnelles », mais les « soldes exceptionnels ».

## Différence avec les remises et rabais
Distinctes des soldes et non limitées dans le temps, les remises sont des réductions commerciales habituelles ou exceptionnelles, tandis que les rabais sont des réductions accordées sur un produit non conforme, démodé ou obsolète[réf. nécessaire] Ils peuvent concerner par exemple le théâtre, où les premières semaines d’un spectacle voient affluer des spectateurs qui bénéficient d'une remise de 50 %, ou les transports en commun, qui proposent des réductions à certaines catégories de passagers.

## Les soldes en France
« Les soldes favorisent un écoulement accéléré de marchandises en stock dont des exemplaires ont été proposés à la vente depuis au moins un mois et comportent une réduction de prix, qui peut aller jusqu'à une revente à perte, dans la limite du stock à écouler. Les soldes ne peuvent être réalisés qu'au cours de deux périodes par année civile ». Cette définition résulte de la loi du 30 décembre 1906 relative aux ventes de marchandises neuves.
La pratique des soldes aurait été « inventée » dans les années 1830 par Simon Mannoury, fondateur du magasin de nouveautés « Le petit Saint Thomas ». Mais ce n'est pas encore une opération saisonnière institutionnalisée et totalement assumée : on solde un peu toute l'année, au fond des rayons, les fins de séries et autres articles défraichis. En janvier 1866, Jules Jaluzot, le fondateur du Printemps, a l'idée de faire des soldes une grande opération saisonnière : "Tout le monde sait qu'à la fin de chaque saison, il y a dans tous les grands magasins une certaine quantité de marchandises défraîchies plus ou moins, soit parce qu'elles sont servies à faire l'étalage, soit pour une autre cause. L'usage est d'écouler ces marchandises du mieux qu'on peut, en les déguisant autant que possible, en cachant soigneusement leur âge et en les masquant de marchandises plus fraîches et plus nouvelles. Ce n'est pas là ce que font les propriétaires du "Printemps". Ils vous disent bien simplement : le 15 janvier prochain nous allons mettre en vente tous nos soldes de nouveauté de la saison d'hiver, toutes nos étoffes fatiguées ou défraîchies depuis l'ouverture de nos magasins, et nous ferons chaque année ainsi périodiquement. Avec cette manière d'opérer, nous ne gardons jamais de marchandise anciennes, et quand nous vendons une étoffe comme nouveauté on peut être assuré qu'elle est fraîche et nouvelle comme le nom de notre maison".
Les dates des soldes sont fixées dans chaque département par les préfets, après consultation des organismes professionnels et de consommateurs. Leur durée maximale autorisée est de quatre semaines depuis 2020 (contre six semaines avant 2020).
Les ventes en solde et liquidations, et dites « au déballage » qui étaient régies par une loi du 30 décembre 1906 complétée par divers textes de 1962, 1989 et 1991 374, font l'objet d'une nouvelle réglementation par la loi du 5 juillet 1996 remaniée partiellement en 2004, 2005, 2006, 2008 et 2011 (devenue art. L. 310-1 et suivants du nouveau Code de commerce).
Avant 2009, les commerçants bénéficiaient de deux périodes de soldes de cinq semaines chacune, appelées soldes d'hiver et d'été, et dont les dates étaient établies par publication officielle par la DGCCRF.
Dans le cadre d'une loi d'août 2008, le Sénat a voté un complément pour la réglementation des soldes. Cette loi était en application entre les soldes d'hiver 2009 et celles d'été de 2014 inclus.
Entre 2009 et 2014, il y avait donc deux catégories de soldes :
- les soldes fixes, d'hiver et d'été, de cinq semaines chacun (contre six avant), aussi appelés soldes saisonniers. Leurs dates étaient fixées au deuxième mercredi de l’année pour les soldes d’hiver et au troisième mercredi du mois de juin pour les soldes d'été, sauf pour certaines zones touristiques ou frontalières qui bénéficient de dérogations ;
- les soldes libres ou soldes flottants[10], de deux semaines, en une ou deux périodes, et dont chaque commerçant pouvait choisir les dates à condition de respecter certaines contraintes. Cette période ne pouvait pas être prévue dans le mois qui précède les cinq semaines de soldes habituelles et se terminer un mois avant le début de la période des soldes fixé par décret. Le commerçant devait faire la déclaration à la préfecture un mois avant le début des soldes.

En dehors des soldes, les commerçants peuvent également faire des promotions ou des opérations de déstockage.
Les commerçants ont l'obligation, pour les articles soldés, d'afficher l'ancien prix de vente barré à côté du prix soldé. Les produits soldés sont identiques à ceux vendus hors période des soldes. Toutefois, des enquêtes de journalistes ont pu démontrer que des enseignes de certaines industries (habillement, ameublement) avaient coutume de faire fabriquer des produits à moindre qualité (car moindre coût) spécialement pour la période des soldes, tout en restant légaux car livrés un mois auparavant.
La mise en place de soldes flottants ne faisait pas l’unanimité. Pour certains, elle a créé la confusion dans l'esprit des consommateurs à laquelle s’est ajouté un problème de lisibilité du dispositif. L'objectif de la loi de 2008 était de renforcer le mécanisme des soldes, tant au bénéfice des commerçants que des consommateurs. Cependant, les résultats ne se sont pas avérés à la hauteur des bénéfices escomptés.
Les soldes flottants de printemps et d'automne mis en place par la loi de modernisation de l’économie (LME) du 4 août 2008 ont disparu dès 2015. La loi no 2014-626 du 18 juin 2014 a en effet modifié le calendrier des soldes au 1er janvier 2015 en portant la durée des deux périodes de soldes fixes (hiver et été) à six semaines au lieu de cinq, comme cela était le cas avant la LME. Mécaniquement, cela a eu pour conséquence de supprimer les deux semaines de soldes flottants.
Les freins et motivations des consommateurs vis-à-vis des soldes ont été étudiés. Ainsi, sept motivations et quatre freins sont identifiés[Lesquels ?]. Il existe des différences de perceptions et de motivations entre les hommes et les femmes[Lesquelles ?].
La réglementation, nouvelle directive européenne, encadre le prix[C'est-à-dire ?] en fonction des 30 jours précédents les soldes.

## Exemples

### Boxing Day
Dans beaucoup de pays du Commonwealth, cette opération de promotion et d'aubaines a traditionnellement lieu le 26 décembre, intitulé le Boxing Day (« jour des boîtes »). Lorsque la frénésie d'achat est au paroxysme, il arrive même de voir certains consommateurs transformer le magasin en foire d'empoigne, de peur de laisser filer un produit proposé à un prix très attractif.
Les soldes d'été quant à eux démarrent mi-fin juin pour se terminer mi-fin juillet.
Autrement, les soldes sur les créations de stylistes de renom (Gucci, Dolce & Gabbana, Lagerfeld...) au Designers Warehouse Sales ont lieu vers le 15 ou le 20 des mois de juin, septembre, octobre et décembre.

### Soldes d'Hiver
Les soldes d'hiver sont une période de promotions et de rabais sur les produits d'habillement, de chaussures et d'accessoires. Elles ont lieu en France tous les ans, au cours du mois de janvier.
Les soldes d'hiver débutent le deuxième mercredi du mois de janvier, à 8 heures du matin, et se terminent le mardi de la quatrième semaine du même mois. Pendant cette période, les commerçants sont libres de fixer les rabais qu'ils souhaitent appliquer. Cependant, il existe des règles générales qui encadrent les soldes. Par exemple, les prix affichés doivent être nets, c'est-à-dire qu'ils doivent inclure la réduction.
Les soldes d'hiver sont un événement important dans le monde de la mode. Elles permettent aux commerçants de liquider les stocks de la collection automne-hiver précédente et aux consommateurs de faire de bonnes affaires.
Déroulement des soldes d'hiver
Les soldes d'hiver se déroulent en trois phases :
La première semaine est généralement celle où les rabais sont les plus importants. Les commerçants sont en effet impatients de liquider leurs stocks.
La deuxième semaine voit les rabais commencer à se stabiliser. Les commerçants sont moins pressés de vendre et les prix commencent à se rapprocher des prix normaux.
La troisième semaine est généralement la moins intéressante pour les consommateurs. Les rabais sont moins importants et les stocks sont souvent épuisés.
Conseils pour faire de bonnes affaires pendant les soldes d'hiver
Pour faire de bonnes affaires pendant les soldes d'hiver, il est important de se préparer. Voici quelques conseils :
1. Faites une liste de vos besoins et envies avant de vous rendre en magasin. Cela vous permettra de ne pas vous laisser distraire par des produits qui ne vous intéressent pas vraiment.

2. Comparez les prix entre différents magasins. Les rabais peuvent varier d'un magasin à l'autre. Donc, comparer les prix dans un seul site nous semble surtout important.

3. Soyez flexible. Si vous ne trouvez pas exactement ce que vous cherchez, ne vous inquiétez pas. Les soldes dureront plusieurs semaines.

## Remise en cause des soldes dans le monde moderne
L'existence des dates fixes pour les soldes est remise en cause de nos jours dans certaines industries.
- Depuis les années 1990 environ, de plus en plus de fabricants diminuent leur stock par méthode d'organisation et de fabrication en flux tendu. Cela a pour effet de réduire le stock d'invendus.
- Certaines industries sont soumises à un renouvellement accéléré de leurs gammes de produits (par exemple, l'habillement, la technologie) au point de ne plus pouvoir attendre la date des soldes avant que certains deviennent invendables (parce que démodés ou obsolètes).

Pourtant, certaines de ces industries continuent à communiquer sur l'intérêt de leurs soldes, alors qu'elles ont moins de produits invendus qu'auparavant à écouler à cette période.
Par ailleurs, le désintérêt des consommateurs pour les soldes est croissant, diminuant les capacités de vente lors de cette période. Ce désintérêt pousse l'exécutif à repenser leur durée fin 2019.